# Армагеддон: Ангел помсти
«Армагеддон: Ангел помсти» — кінофільм режисера Альберта Джонсона, що вийшов на екрани в 1998 році.

## Зміст
Багато читали Біблію і знають, як люто карали посланці Господа нечестивців із роду людського. Та через століття це сприймається не більше як страшна казка. Люди відвикли чекати кари з небес. І зовсім даремно! Адже сукупність гріхів сучасного суспільства вже переповнила чашу терпіння вищих сил і на Землю вирушає безжалісний архангел Уріель. Він прибув із однією лише метою — кинути все людство у забуття.

## Ролі
| Актор              | Роль |
| ------------------ | ---- |
| Sahirrah Abdurmi   | -    |
| Darolyn Adams      | -    |
| Armando Alvarez    | -    |
| Lawrence Artis     | -    |
| Ентоні Баєз        | -    |
| Ben Bailey         | -    |
| Suzanne Barbetta   | -    |
| Kemo Barker        | -    |
| Крістофер Батир    | -    |
| Ann Marie Beckford | -    |

## Знімальна група
- Режисер — Альберт Джонсон
- Сценарист — Альберт Джонсон
- Продюсер — Альберт Джонсон, Velera Hardeman, Грант Джонсон
- Композитор — Брайан ДуФорд